# Bratków (województwo dolnośląskie)
Bratków (niem. Blumberg) – wieś w Polsce położona w województwie dolnośląskim, w powiecie zgorzeleckim, w gminie Bogatynia.

## Położenie
Bratków to niewielka wieś leżąca na Pogórzu Izerskim, na Wyniosłości Działoszyńskiej, na prawym brzegu Nysy Łużyckiej, pomiędzy wsiami Krzewina na północy i Posada na południowwym-zachodzie, na wysokości około 250–260 m n.p.m.

## Podział administracyjny
W latach 1975–1998 miejscowość administracyjnie należała do województwa jeleniogórskiego.

## Historia
Nie wiadomo dokładnie jakie są początki Bratkowa, pierwsza wzmianka o miejscowości pochodzi z XV wieku. Wieś zawsze miała typowo rolniczy charakter i słabo się rozwijała, w 1936 roku było tu 97 domów. W 1875 roku wybudowano linię kolejową i przystanek, co jednak nie wpłynęło korzystnie na rozwój wsi. Po 1945 roku w Bratkowie zlokalizowano jedną z pierwszych strażnic granicznych WOP. Wieś poważnie wyludniła się, rozwój nastąpił dopiero w latach 60. XX wieku, kiedy rozpoczęto budowę Elektrowni Turów. W 1978 roku było tu 28 gospodarstw rolnych, w 1988 roku ich liczba zmalała do 25.
Niedaleko (faktycznie na terenie sąsiedniej wsi Posada) znajduje się przystanek kolejowy Bratków Zgorzelecki.

## Zabytki
W Bratkowie zachowało się sporo starych domów pochodzących z XIX i XX wieku, kapliczka przydrożna z połowy XIX wieku, figura św. Jana Nepomucena i kilka kamiennych krzyży.